# 西川将史
西川 将史（にしかわ まさし、1982年11月16日 - ）は、日本の起業家。京都府出身。「世の中をアップデートする」をコンセプトにコンサルティング、マーケティング、新規事業開発を行う会社「BIZREAL」を2022年に設立。
龍谷大学卒業後、光通信、不動産デベロッパーで営業を担う。2008年、上場企業役員・士業・医者などの富裕層に資産形成の一環として一棟ビル・マンションを販売する株式会社センチュリオンを創業し代表取締役に就任。不動産事業の他に、2012年、食べログ（もつ鍋）日本一を獲得した「京風もつ鍋 もつ吉」などの飲食事業、IT事業、EC事業などの事業を手掛けた。2021年12月に同社を退任。